# Башкиропомощь
«Башкиропомощь» —  комиссия при представителе ВЦИК в Башкирском военно-революционном комитете по социальному обеспечению населения Башреспублики, разорённого в ходе Гражданской войны.

## История
В мае 1919 года правительство Башкирской АССР Башревком вручил председателю СНК РСФСР В. И. Ленину документы о грабежах отрядов Красной Армии в населённых пунктах республики. Согласно выводам созданной Комиссии, в обследованных трёх кантонах (Бурзян-Тангауровский, Кипчак-Джитировский, Тамьян-Катайский) пострадавшими оказались 100 тысяч дворов, 30 тысяч семей, полностью были ликвидированы 5377 хозяйств, до основания разрушено 2826 жилищ, 50 тысяч человек не имели хлеба. СНК РСФСР принял постановление «Об оказании помощи башкирам, пострадавшим от белогвардейцев», таким образом в декабре 1919 года в Стерлитамаке была создана «Башкиропомощь». 
Финансировалась из средств, выделенных НК соц. обеспечения РСФСР по пост. СНК РСФСР от 6 окт. 1919 “Об оказании помощи башкирам, пострадавшим от белогвардейцев”; надзор за расходованием денег осуществляли ВЦИК, НК гос. контроля, по делам национальностей, труда и соц. обеспечения, финансов РСФСР.
В 1920 деятельность «Башкиропомощь» была названа Баш. ВРК антиреспубликанской, направленной на разжигание розни между бедными и богатыми, помощь комиссии башкирам несущественной, расходование её средств нецелевым. В янв. и марте 1920 в Стерлитамаке были проведены 2 съезда ответств. работников «Башкиропомощь». Комиссия ликвидирована в 1920 с передачей функций СНК Башкирской АССР.
В своём письме В. И. Ленину и И. В. Сталину члены Башревкома указывали, что в составе «Башкиропомощи» нет ни одного представителя коренной национальности, а также обвиняли её руководителя Артёма (Ф. Сергеева) в том, что он «набрал в «Башкиропомощь» самых отчаянных врагов Башкирской республики (Дауге, Поленова, Сычева, Чистякова) и он же «забрал в свои руки Обком партии» и начал «работу по срыву Башреспублики» и т. д. «Башкиропомощь» превратилась в настоящую национальную организацию русских шовинистов, которая вместо обозначенной в постановлении помощи пострадавшему башкирскому населению, стала органом защиты интересов только русского населения. Например, в Бурзян-Тангауровском кантоне Кананикольский приют для детей русского населения получал белье, продовольствие и другие вещи, а расположенный в том же кантоне Миндегуловский приют для башкирских детей ничего не получал и там от голода умерло 30 детей. Столовая, открытая в Тамьян-Катайском кантоне для нуждающихся башкир, с 16 февраля 1920 года от «Башкирпомощи» не получила ни одного фунта хлеба и мяса, в то же время та же организация для созыва русского крестьянского съезда в Усерганском кантоне потратила 120 тысяч рублей.

## Руководители «Башкирпомощь»
представитель ВЦИК в Башвоенрекоме Т. И. Сидельников (авг.—дек. 1919),
Ф. А. Сергеев (дек. 1919— июнь 1920),
П. Н. Мостовенко (июнь—июль 1920).